# Тодорини кукли
Тодорини кукли са група от 4 скалисти върха в планина Козница (част от Западна Стара планина), най-високият от които е с височина 1785 м. Намира се на 10 км югозападно от Вършец и на 6 км североизточно от прохода Петрохан.
Върховете формират къс рид, разклонение на главното старопланинско било, с направление север-юг. Двата най-високи върха на юг по рида са тревисти, докато крайните два на север са с остри скалисти склонове. Котата е на най-южния връх от групата.
От върха се открива панорамна гледка към Ком на северозапад, Берковското поле и Монтана на север и Врачанския балкан на североизток. Северно от Тодорини кукли, на разстояние 5 км се намира Клисурският манастир.

## Туристически маршрути
Изходни пунктове
- от проход Петрохан, 2:00 часа. От прохода към върха се тръгва на изток през букова гора покрай хижа Петрохан, по червената маркировка на маршрута Ком - Емине. Излиза се на тревистото главно било и се върви на изток по колове зимна маркировка. При ридът на Тодорини кукли се отделя пътека на север към върховете.
- от Вършец, 4:00 часа, върхът е достъпен по няколко различни пътеки и коларски път.

От Тодорини кукли може да се стигне до Клисурския манастир за около 2:30 часа.

## Други
На Тодорини кукли е наречена улица в кварталите „Сухата река“ и „Васил Левски“ в София (Карта).